# Зеленский (Краснодарский край)
Зеленский — хутор в Красноармейском районе Краснодарского края. Входит в состав Трудобеликовского сельского поселения.

## География
Расположен в 10 км к югу от станицы Полтавской (райцентр), в 8 км к востоку от Славянска-на-Кубани и в 65 км к северо-западу от Краснодара. В 2 км севернее хутора проходит автодорога А-289 (Краснодар — Темрюк).

## Население
| 2002 | 2010 |
| ---- | ---- |
| 431  | ↗476 |